# Judyty (Sępopol)
Judyty (deutsch Juditten) ist ein Ort in der polnischen Woiwodschaft Ermland-Masuren. Er gehört zur Gmina Sępopol (Stadt- und Landgemeinde Schippenbeil) im Powiat Bartoszycki (Kreis Bartenstein).

## Geographische Lage
Judyty liegt sechs Kilometer südlich der Staatsgrenze zur russischen Oblast Kaliningrad (Gebiet Königsberg (Preußen)) in der nördlichen Mitte der Woiwodschaft Ermland-Masuren, zehn Kilometer nordöstlich der Kreisstadt Bartoszyce (deutsch Bartenstein).

## Geschichte
Der seinerzeit Joduten genannte Ort wurde 1437 erstmals erwähnt. Nach 1437 Judithen und Yoduthen und auch Jodutenn sowie um 1510 Joduttenn genannt, handelte es sich um ein sehr großes Gut und nach 1928  eine Gemeinde, ab 1818 im ostpreußischen Kreis Friedland (1927 in „Kreis Bartenstein“ umbenannt).
Am 11. Juni 1874 wurde Juditten Amtsdorf und namensgebend für einen Amtsbezirk im Regierungsbezirk Königsberg der preußischen Provinz Ostpreußen. Dem Amtsbezirk Juditten waren zwei Dörfer zugeordnet: die Landgemeinde Prauerschitten (polnisch Przewarszyty) und der Gutsbezirk Juditten.
Im Jahre 1910 zählte der Gutsbezirk Juditten 460 Einwohner. 1928 wurde der Gutsbezirk Juditten in eine Landgemeinde umgewandelt, gleichzeitig wurde Prauerschitten in die neue Landgemeinde eingegliedert. Noch vor 1931 wurde der Amtsbezirk Juditten aufgelöst, und die Gemeinde Juditten kam zum Amtsbezirk Schönbruch (polnischer Teil: Szczurkowo, russischer Teil: Schirokoje). 1933 zählte Juditten 554 Einwohner.
Am 1. April 1938 fusionierte die Gemeinde Juditten mit der Gemeinde  Dompendehl (polnisch Domarady), die bisher zum Amtsbezirk Liesken (polnisch Liski) gehörte. Die Einwohnerzahl von Juditten belief sich im Jahre 1939 trotz dieser „Verstärkung“ auf 537.
In der Folge des Zweiten Weltkriegs kam 1945 das gesamte südliche Ostpreußen zu Polen. Juditten erhielt die polnische Namensform „Judyty“ und ist heute eine Ortschaft im Verbund der Stadt- und Landgemeinde Sępopol (Schippenbeil) im Powiat Bartoszycki (Kreis Bartenstein), zwischen 1975 und 1998 der Woiwodschaft Olsztyn, seither der Woiwodschaft Ermland-Masuren zugehörig.

## Schloss Juditten

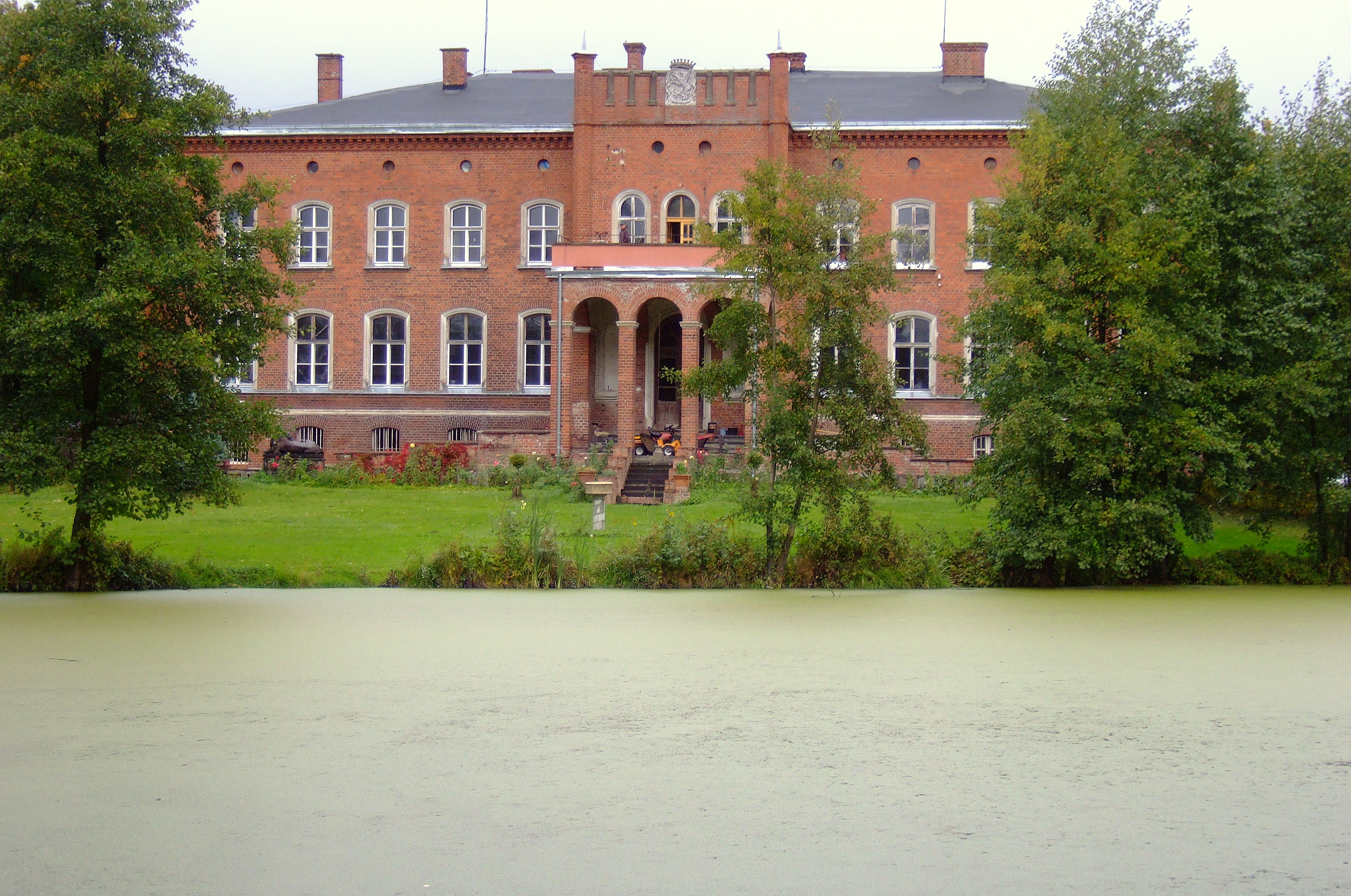
Das Schloss Juditten

Im Jahre 1711 erwarb die aus dem Elsass stammende Familie Kuenheim, die 1798 in den Grafenstand erhoben wurde, das Gut Juditten. Das damalige Gutshaus wurde in der napoleonischen Zeit zerstört und durch ein klassizistisches Gebäude ersetzt, das – an einem kleinen See gelegen – 1862/63 unter Wilhelm von Kuenheim in seiner jetzigen Gestalt umgebaut wurde. 
Nach dem Krieg nutzte man das Gebäude als Kindergarten und Begegnungsstätte sowie auch mit Wohnungen. 1998 gingen das Haus und der Park in Privateigentum über.

## Trakehner-Gestüt
Zum Gut Juditten gehörte eines der ältesten Privatgestüte des ostpreußischen Stutbuchs für Warmblüter mit wertvollen Trakehnern. Hier hatten die von Kuenheims zeitweise 800 Pferde, darunter der Zuchthengst „Tyrann“.
Nach dem Krieg wurde das Gestüt nach Liski (Liesken) verlegt.

## Kirche
Bis 1945 war Juditten in die evangelische Kirche Schönbruch (Szcurkowo/Schirokoje) in der Kirchenprovinz Ostpreußen der Kirche der Altpreußischen Union, außerdem in die römisch-katholische Kirche Bartenstein (Bartoszyce) im damaligen Bistum Ermland eingepfarrt.
Heute gehört Judyty zur römisch-katholischen Kirche Bartoszyce (Bartenstein) im jetzigen Erzbistum Ermland, sowie zur evangelischen Kirche in Bartoszyce, einer Filialkirche von Kętrzyn (Rastenburg) in der Diözese Masuren der Evangelisch-Augsburgischen Kirche in Polen.

## Verkehr
Judyty liegt östlich der polnischen Woiwodschaftsstraße 512, der einstigen deutschen Reichsstraße 142, und ist über den Abzweig in Park (Park) in Richtung Przewarszyty (Prauerschitten) zu erreichen. Eine von Gulkajmy (Gahlkeim) kommende Straße endet in Judyty.
Ein Bahnanschluss besteht für Judyty nicht mehr. Bis 1945 war Dompendehl (polnisch Domarady) die nächste Bahnstation, die in der ersten Nachkriegszeit Judyty Domarady genannt wurde. Sie lag an der in Kriegsfolge nicht mehr befahrenen Bahnstrecke Wehlau–Heilsberg.

## Persönlichkeiten
- Eberhard von Kuenheim (* 2. Oktober 1928 auf Gut Juditten), deutscher Manager, Vorstandsvorsitzender der BMW AG,[10] siehe auch: Eberhard von Kuenheim Stiftung[2]